# Laranja-da-baía

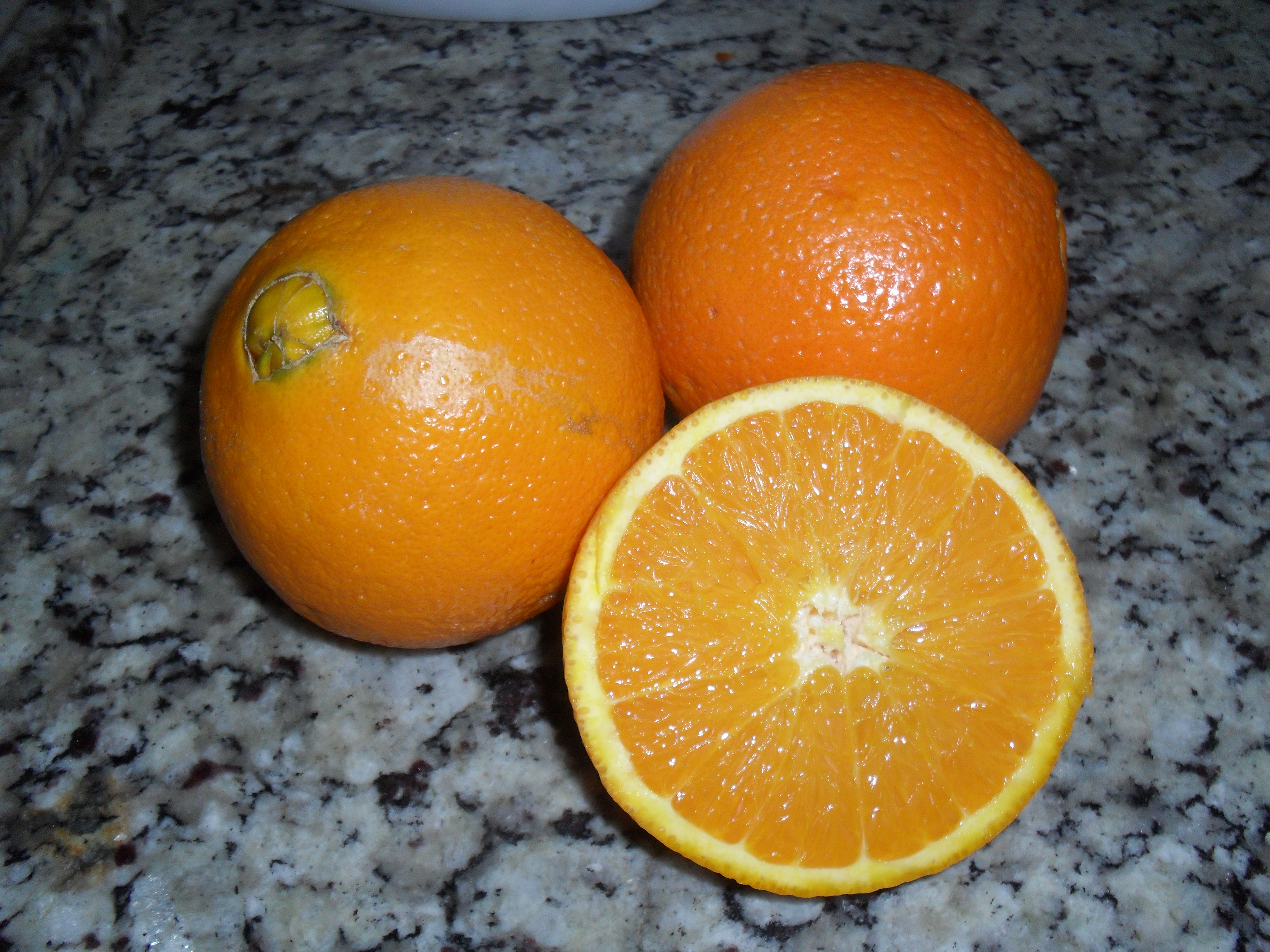
Laranjas-da-baía

Laranja-da-Bahia (também escrita laranja-da-baía, e conhecida também como laranja-Bahia e laranja-de-umbigo) é um cultivar de laranja.

## Características

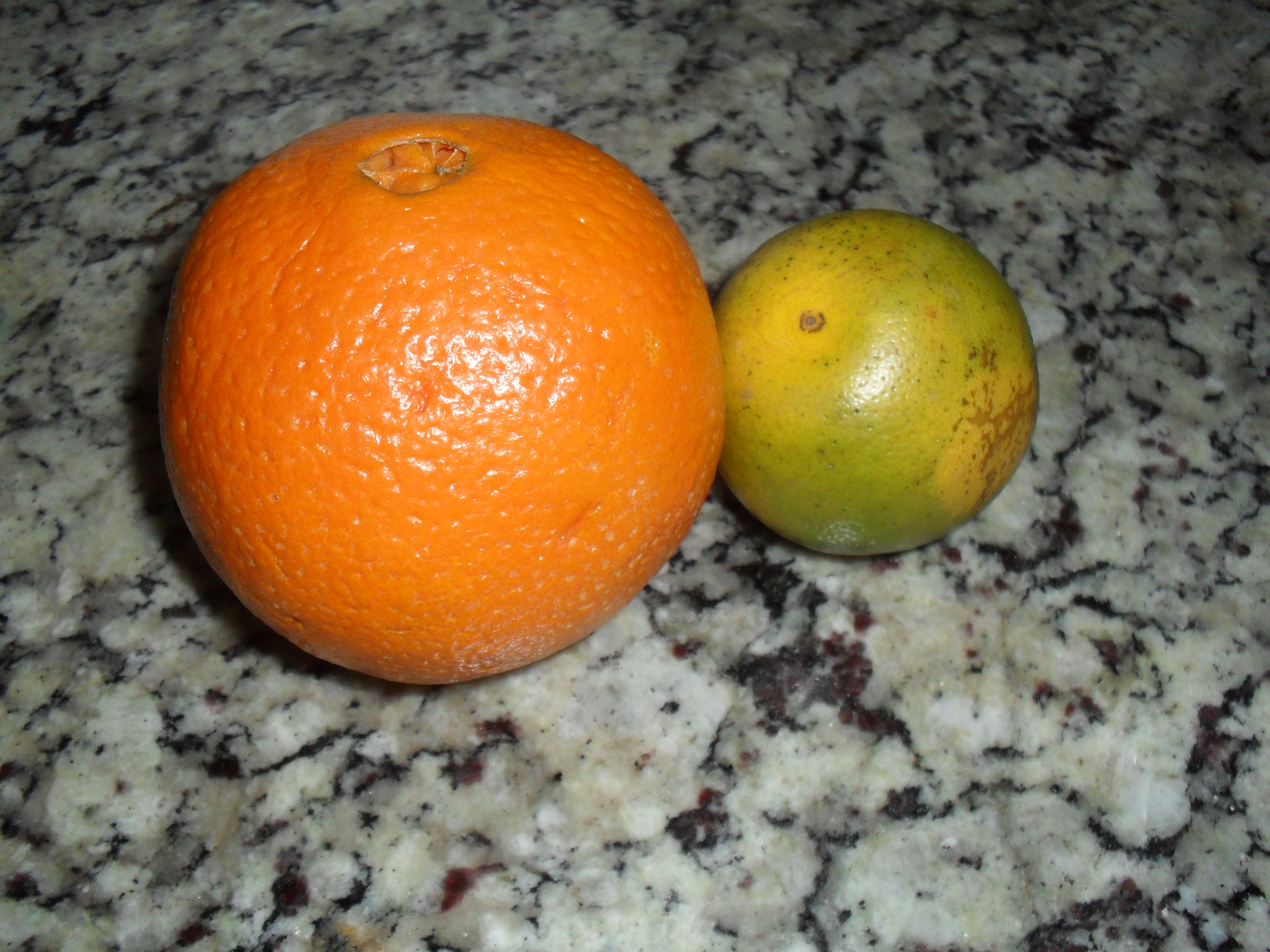
Uma laranja-da-baía ao lado de uma laranja-pera.

Originária da Bahia, esta variedade não possui sementes e sua casca é grossa, de um laranja forte é fácil de retirar. Sua polpa é consistente, granulada e de um tom alaranjado vivo. É uma laranja grande, com uma protuberância ou cavidade carnuda no lado oposto à haste, a que deve seu apelido de laranja-de-umbigo. Este "umbigo" é na verdade uma segunda laranja que nasce nesta extremidade, mas não se desenvolve completamente.
Os pés de laranja-da-baía têm grande porte. Suas copas de folhas verde escuras e grandes, são arredondadas e com muita folhagem. Podem produzir de 150 a 250 kg de laranjas por árvore. Seus frutos maturam geralmente entre abril e junho, com pico em maio.
É muito usada em saladas.

## História
A laranja-da-baía é provavelmente uma mutação natural que teria ocorrido em Salvador, Bahia, no bairro do Cabula, por volta de 1800. Acredita-se que tenha se originado da laranja-seleta.
Suas mudas passaram a ser disputadas. Mudas foram enviadas pelos serviços diplomáticos dos Estados Unidos pra Riverside, na Califórnia. Daí saíram as mudas que se espalharam não só pelos EUA, mas pelo mundo, agora chamadas de Washington Navel.

## Galeria

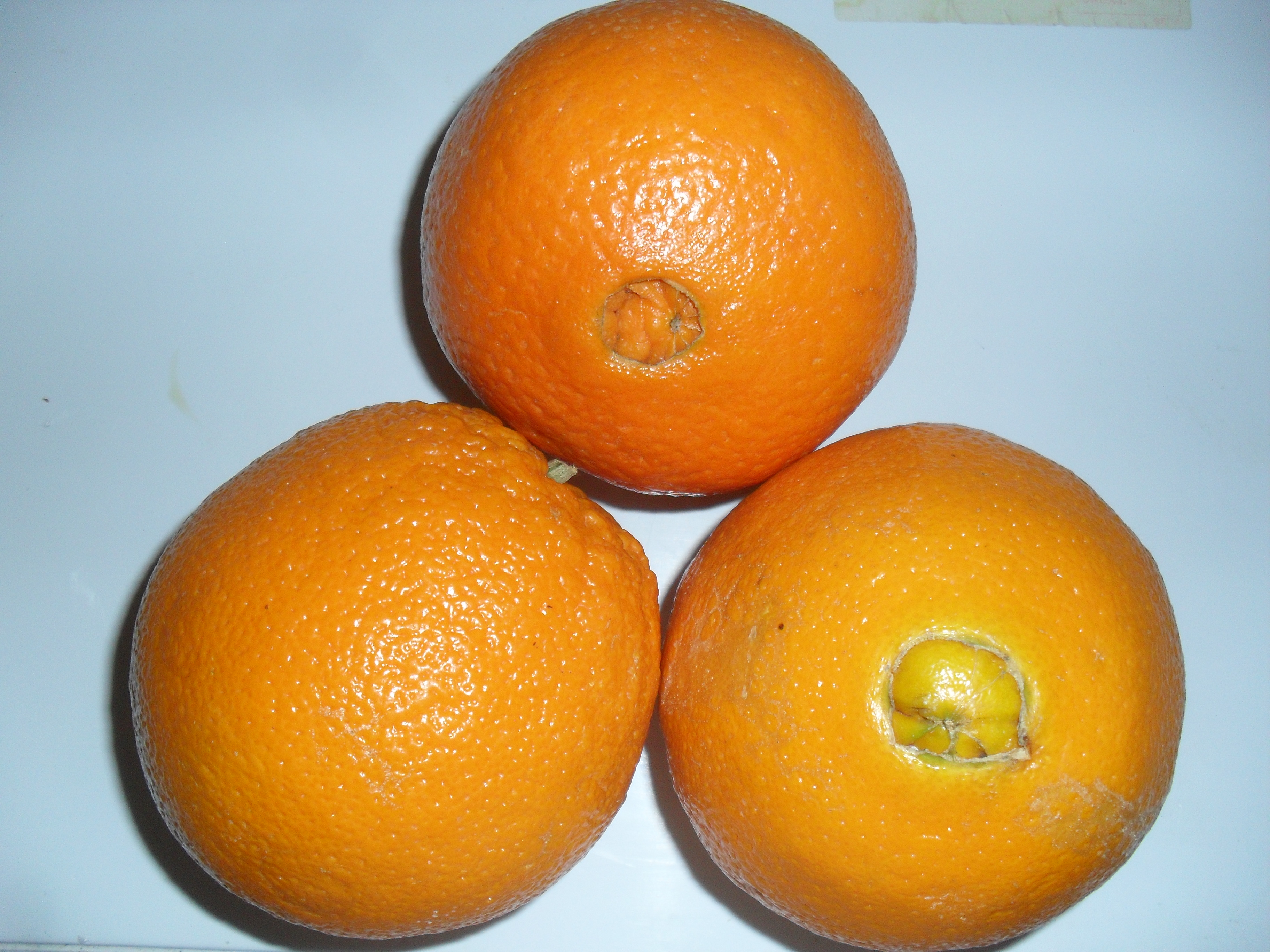
Três laranjas-da-baía
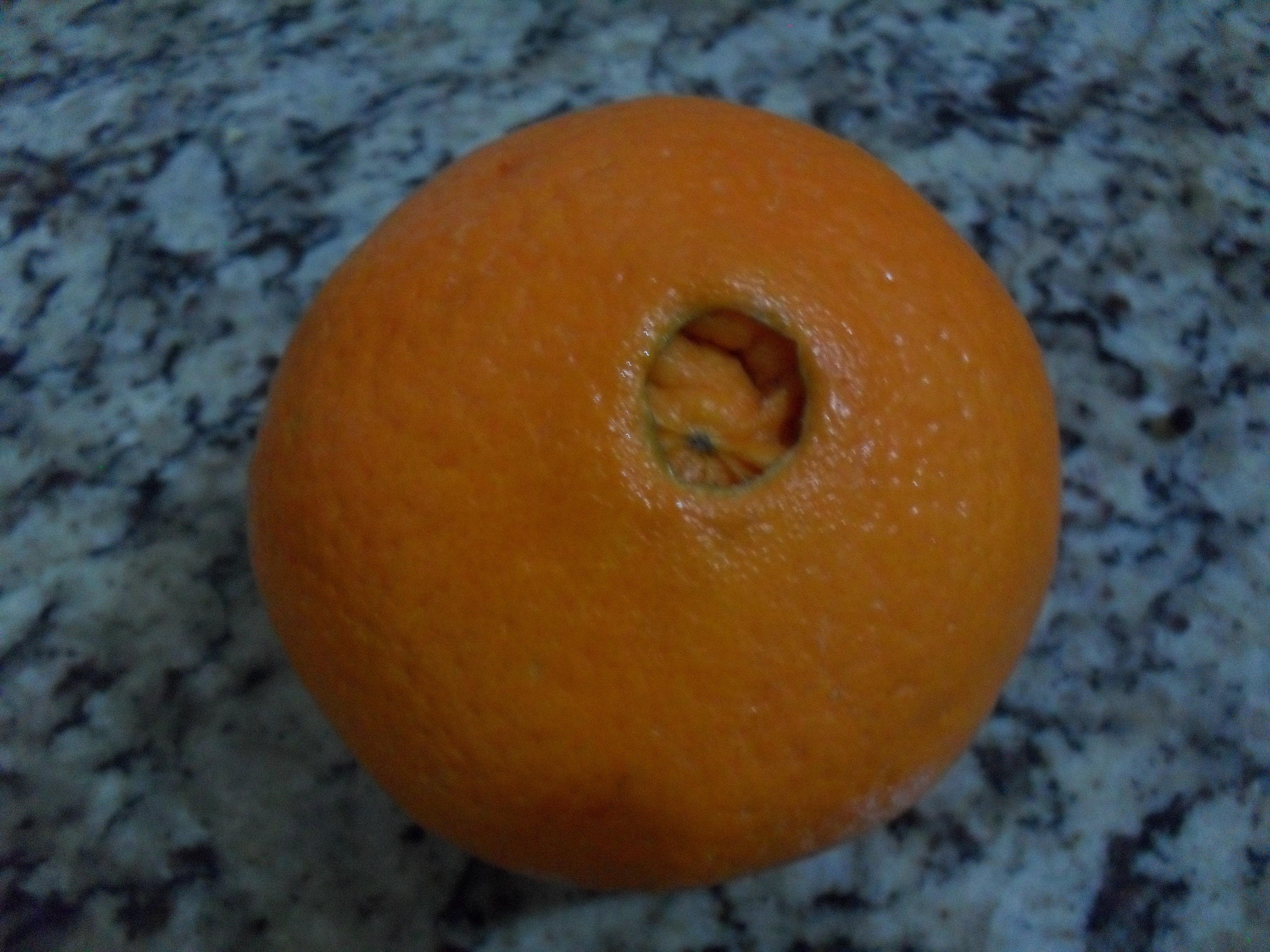
O "umbigo" da laranja-da-baía
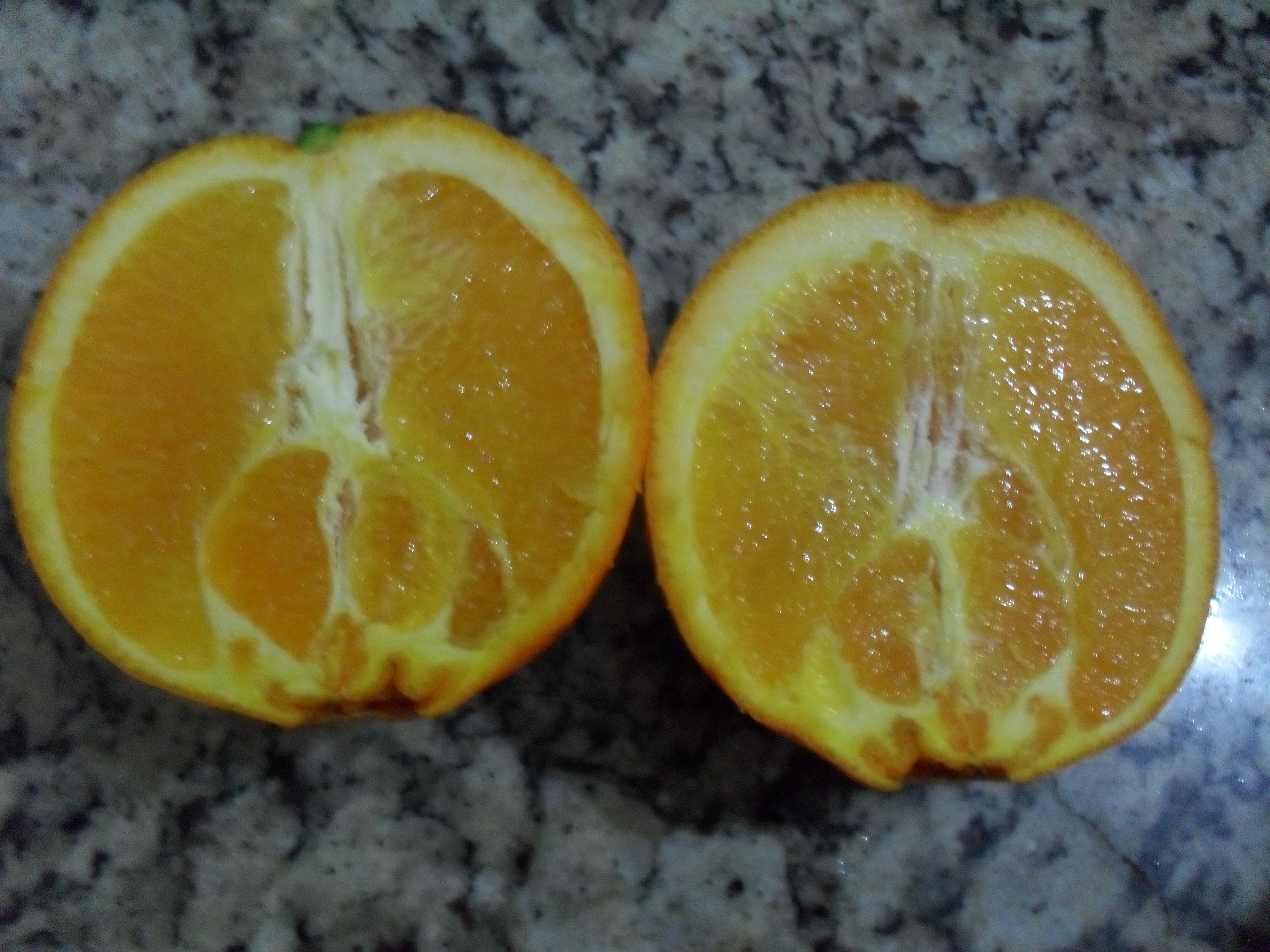
Corte vertical de uma laranja-da-baía, mostrando os frutos geminados que resultam no "umbigo".
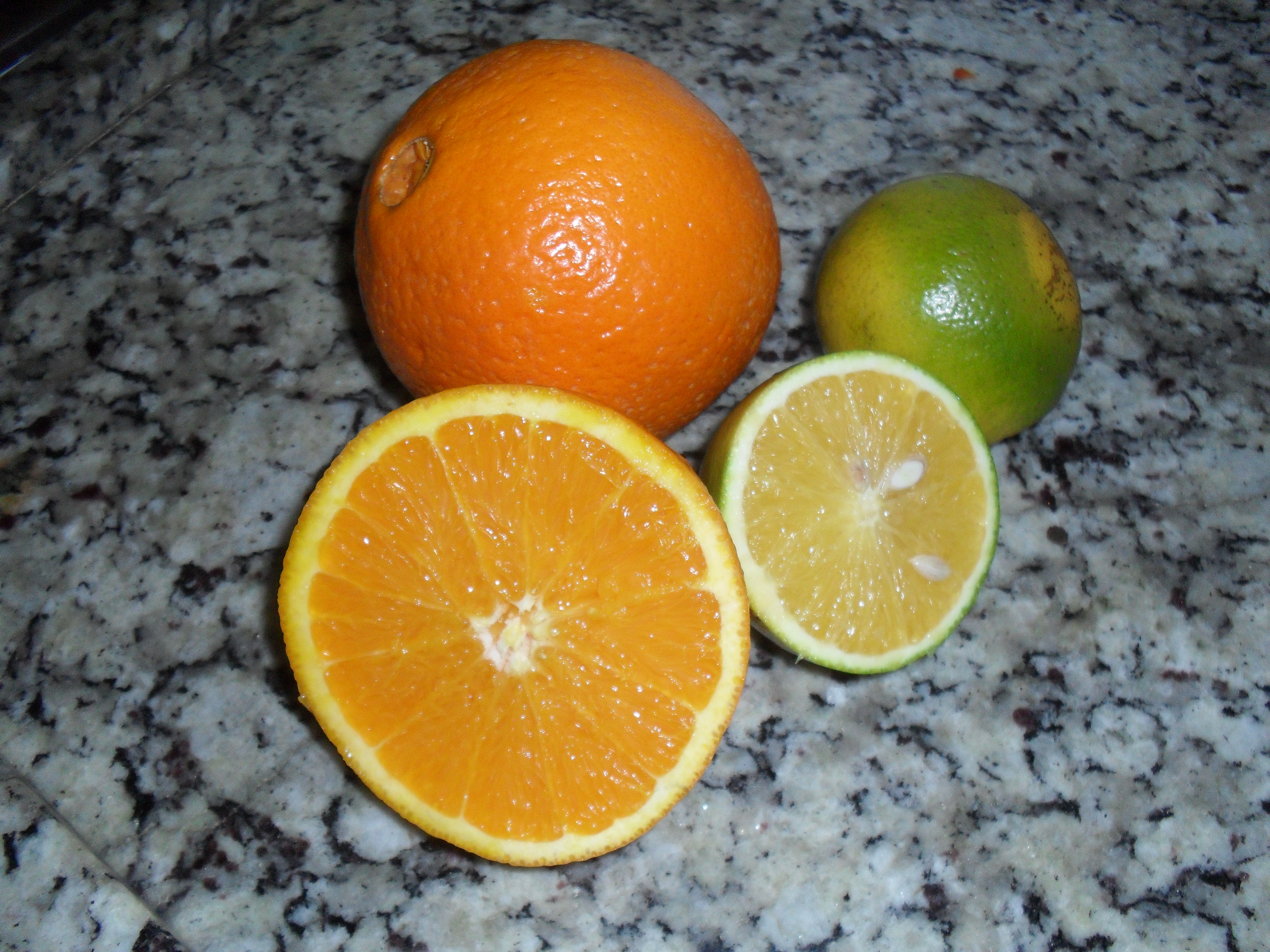
Comparação entre laranjas-da-baía e laranjas-pera